# Archibracon spilopterus
Archibracon spilopterus är en stekelart som först beskrevs av Cameron 1905.  Archibracon spilopterus ingår i släktet Archibracon och familjen bracksteklar. Inga underarter finns listade.